# Range Rover Sport
Range Rover Sport – samochód osobowy typu SUV produkowany pod brytyjską marką Land Rover od 2005 roku. Od 2022 roku produkowana jest trzecia generacja modelu.

## Pierwsza generacja

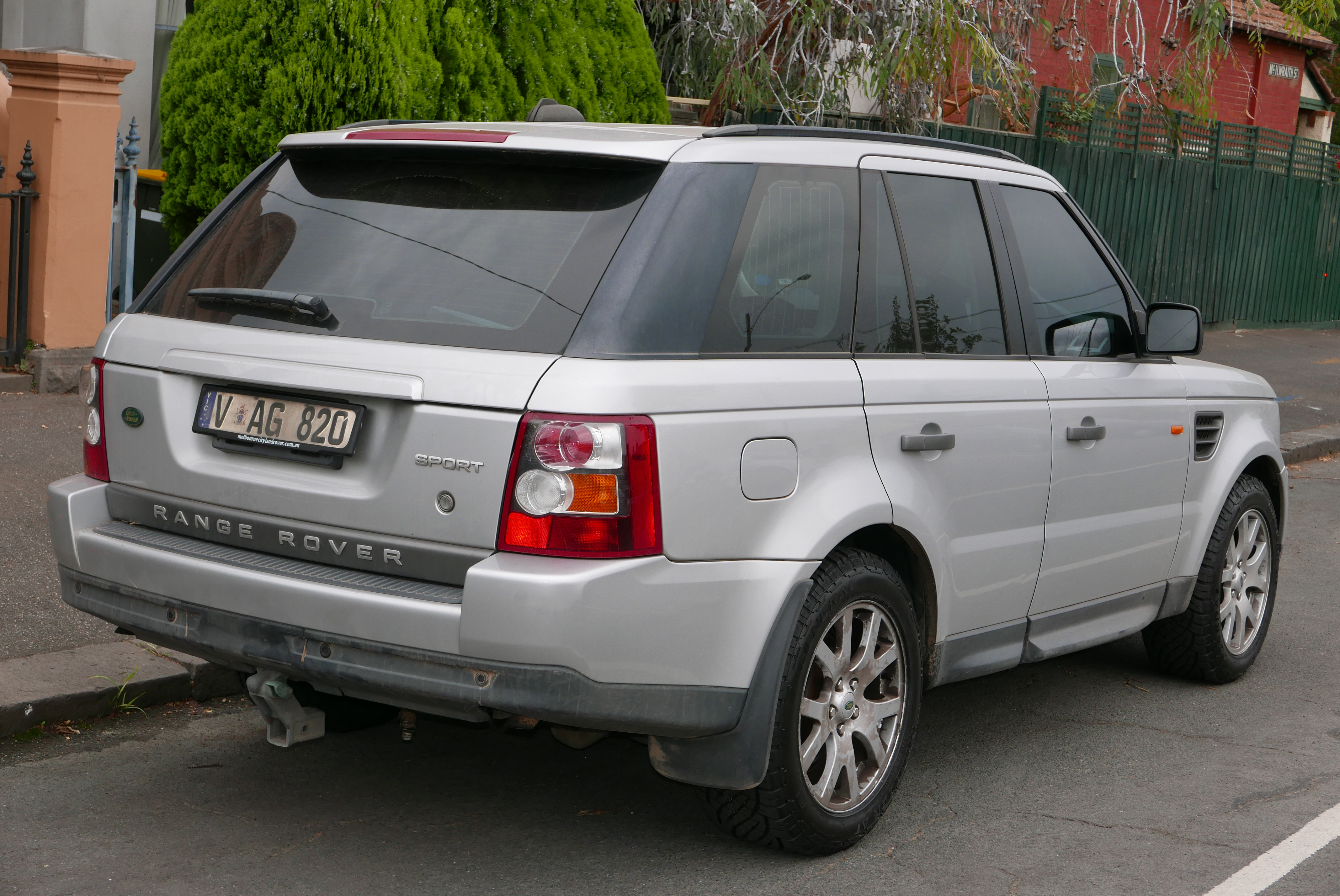
Range Rover Sport I - tył

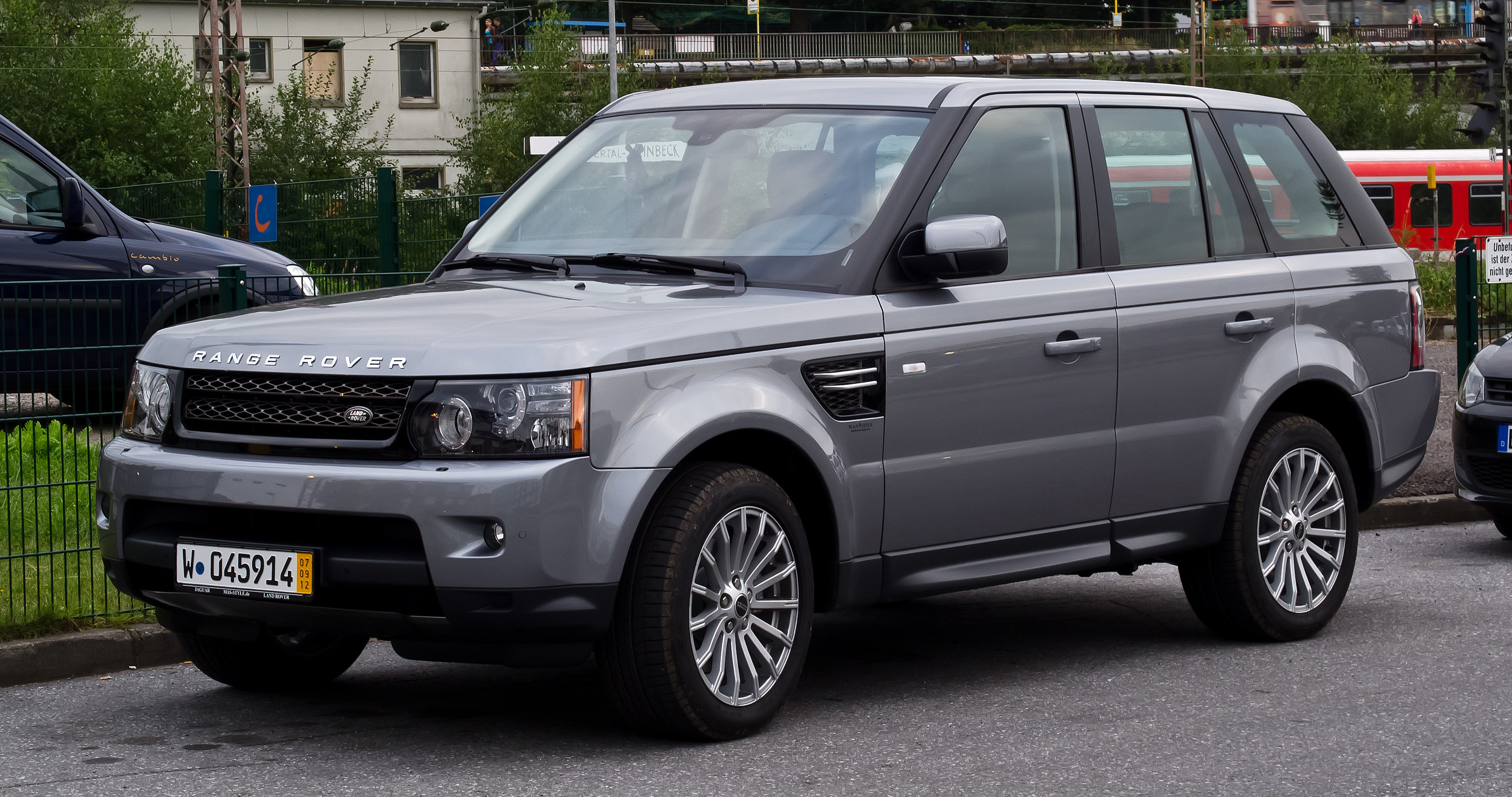
Range Rover Sport I po liftingu

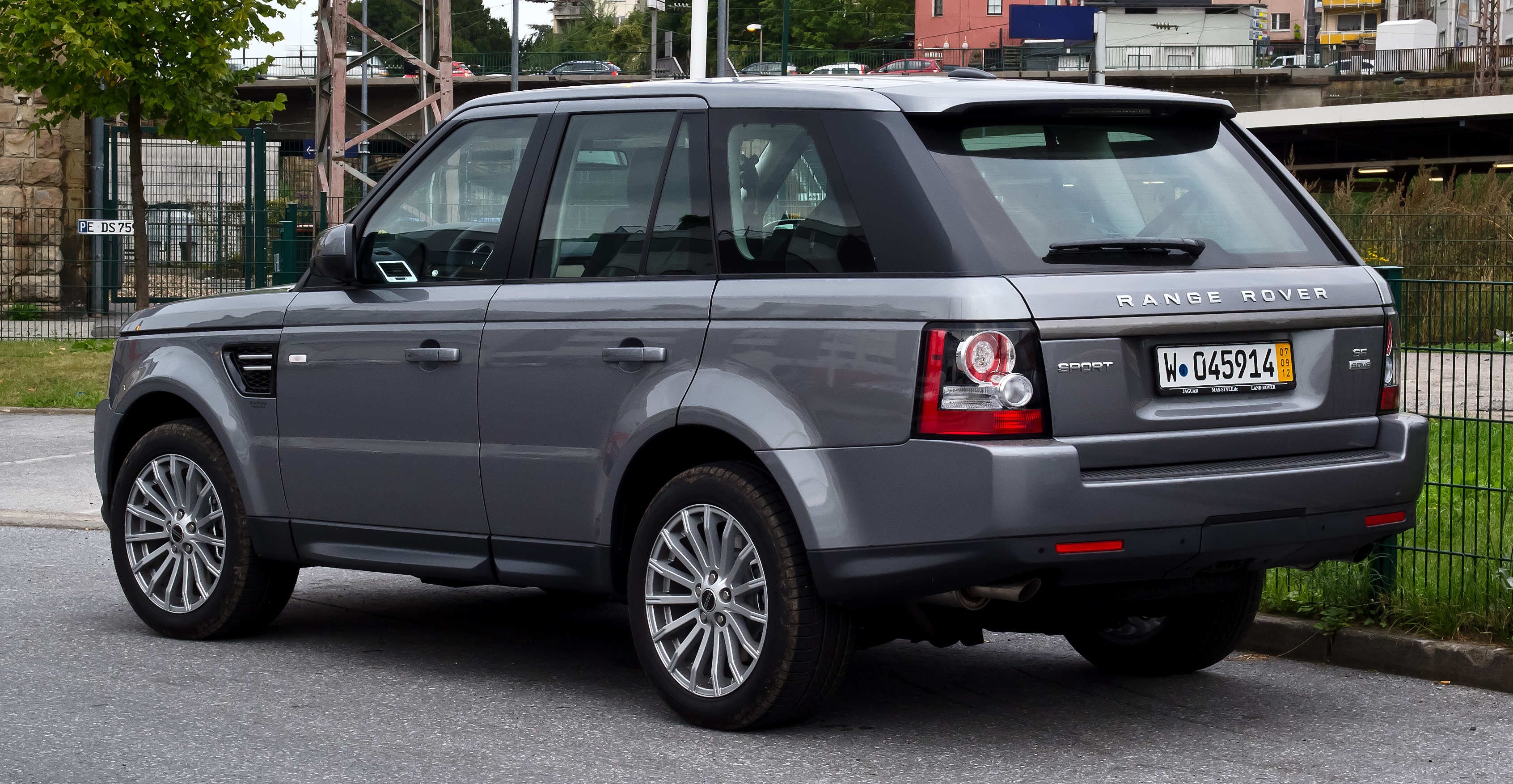
Range Rover Sport I - tył po liftingu

Range Rover Sport I został po raz pierwszy zaprezentowany w 2005 roku.
Pojazd został zbudowany w oparciu o lekką ramę, zwaną "integrated body-frame", której sztywność wspomagana jest przez konstrukcję nadwozia. Pochodzi ona z modelu Discovery LR3. Tylna klapa w całości podnosi się do góry, w przeciwieństwie do swoich poprzedników, w których podzielona była na dwie części, z których dolna opuszczała się na dół tak, aby można było na niej usiąść. 
Do napędu pojazdu posłużył widlasty, ośmiocylindrowy silnik benzynowy konstrukcji Jaguara, doładowany o pojemności 4.2 l i mocy 390 KM (287 kW) oraz turbodiesel TdV6 o pojemności 2.7 l (2720 cm³) i mocy 190 KM (140 kW), a także TdV8 o pojemności 3.6 l (3630 cm³) i mocy 272 KM (200 kW). Wszystkie silniki przenoszą napęd na obie osie poprzez sześciobiegową automatyczną skrzynię biegów i dwubiegowy reduktor. 

### Wersje
- SE
- HSE
- HST
- HST Supercharged

## Druga generacja

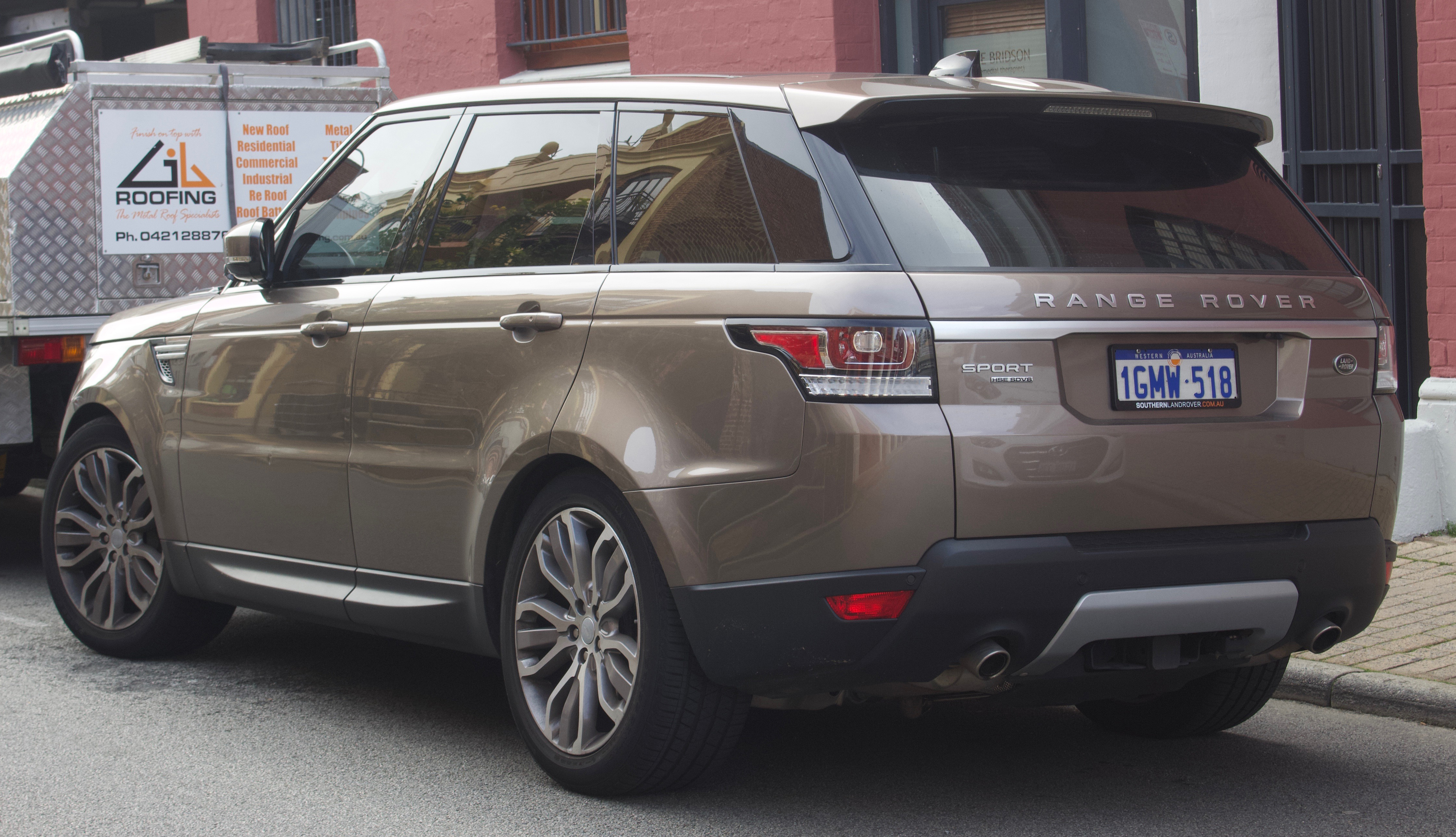
Range Rover Sport II - tył

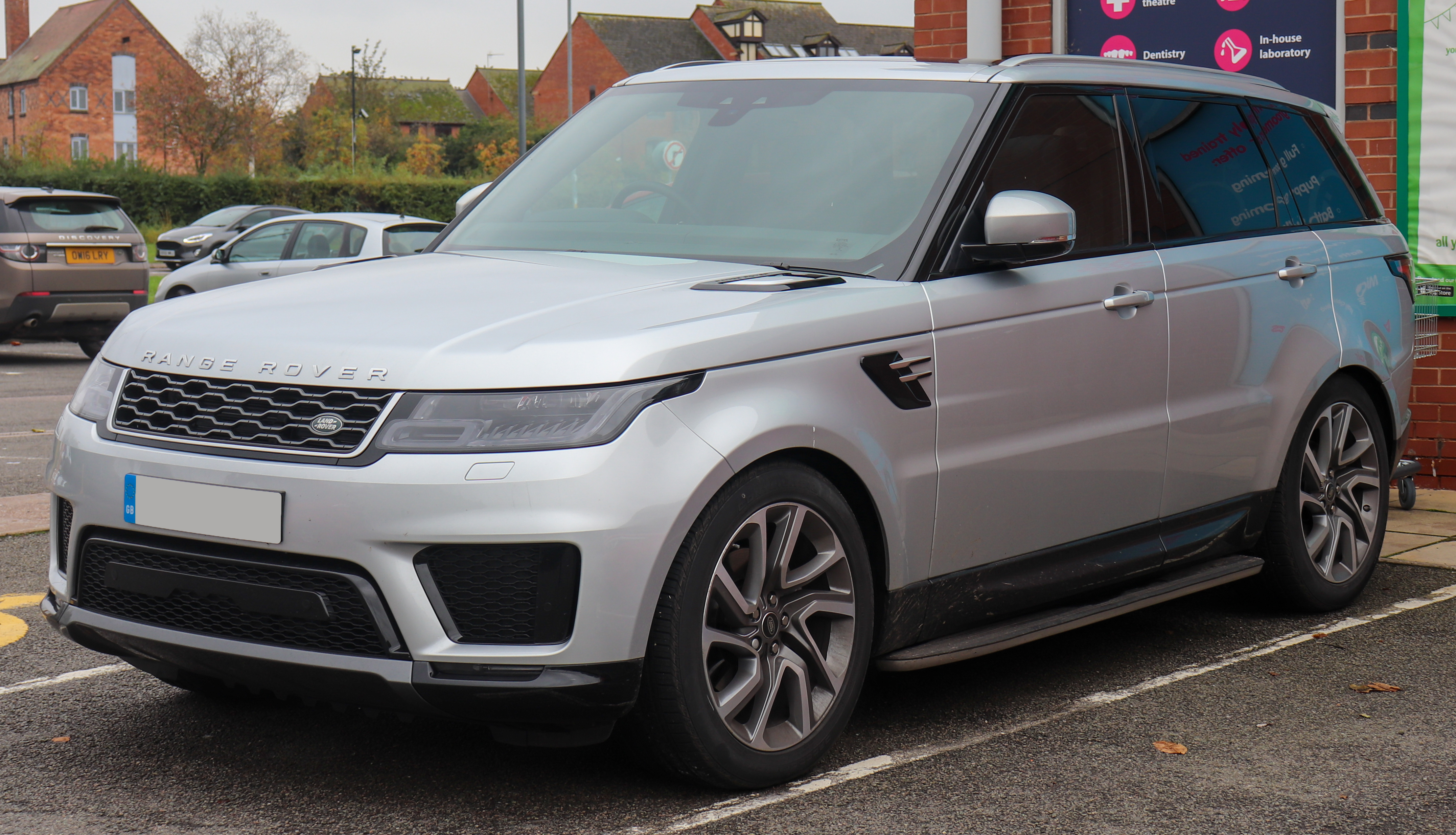
Range Rover Sport II po liftingu

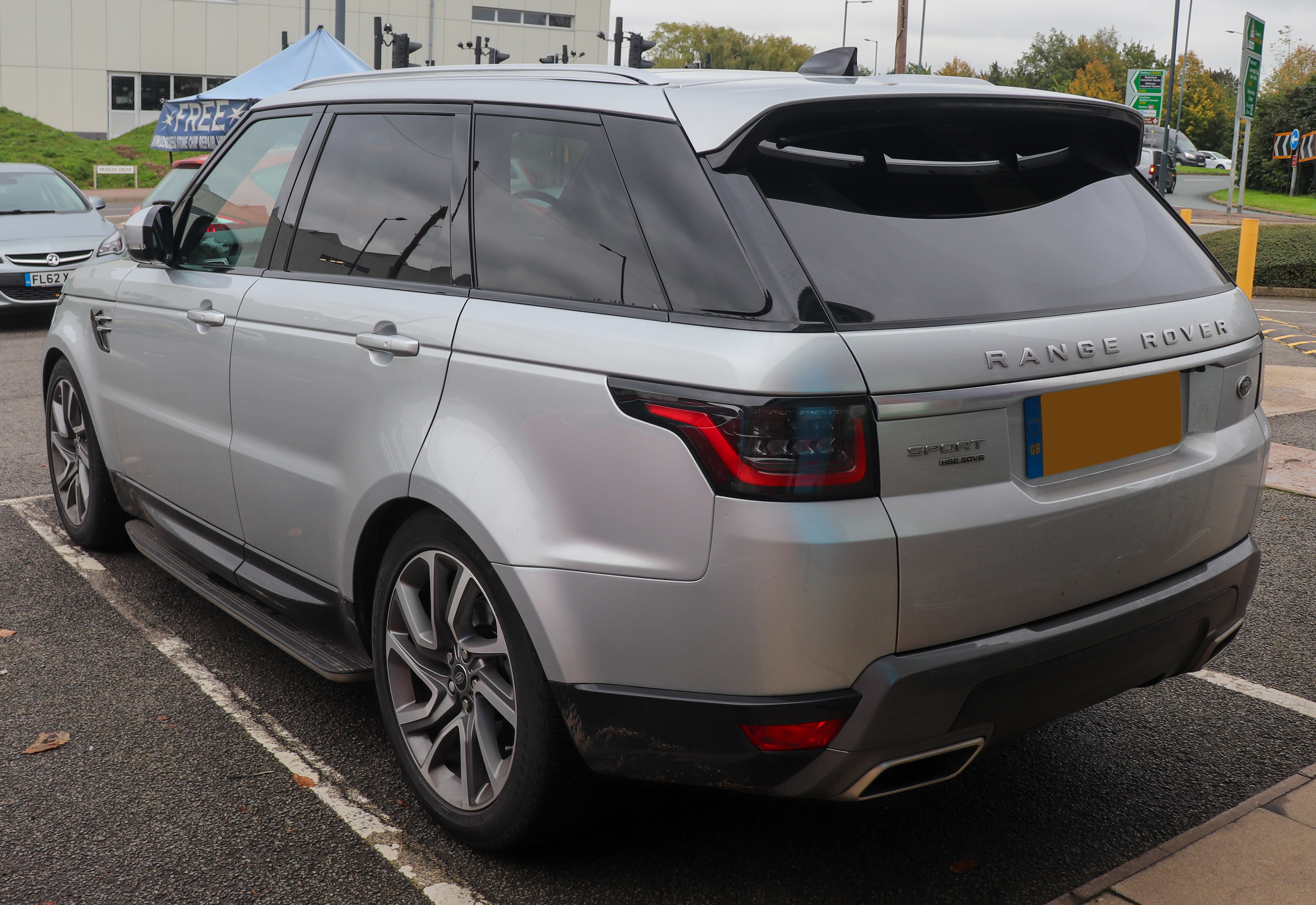
Range Rover Sport II - tył po liftingu

Range Rover Sport II został po raz pierwszy zaprezentowany w 2013 roku.
Samochód zadebiutował podczas Światowych Targów Motoryzacyjnych w Nowym Jorku 27 marca 2013 roku.  Auto w porównaniu do poprzednika jest większe i lżejsze o 400 kg dzięki zastosowaniu aluminium. Pojazd mimo opracowywania wraz z IV generacją modelu Range Rover dzieli z nią jedynie 25% części. 
W październiku 2017 roku Range Rover przedstawił model Sport po modernizacji. W jej ramach samochód został upodobniony do mniejszego Velara, zyskując inne wykłady lamp wykonane całkowicie w technologii LED, a także inne zderzaki. Ponadto, w kokpicie zastąpiono panele guzików ekranami dotykowymi. W ofercie silników pojawiły się też nowsze, unowocześnione jednostki napędowe.

### Wersje
- S
- SE
- HSE
- HSE Dynamic
- Autobiography
- Autobiography Dynamic
- SVR
- SC

## Trzecia generacja
Range Rover Sport III został zaprezentowany po raz pierwszy w 2022 roku.